# ألبرتو دياز جونيور
ألبرتو دياز جونيور (بالإنجليزية: Alberto Díaz, Jr.) هو ضابط أمريكي، ولد في 1943 في سان خوان في الولايات المتحدة.